# Bryconaethiops macrops
Bryconaethiops macrops е вид лъчеперка от семейство Alestidae. Видът не е застрашен от изчезване.

## Разпространение
Разпространен е в Камерун и Република Конго.

## Описание
На дължина достигат до 12 cm.